# النساء اليهوديات في الهولوكوست

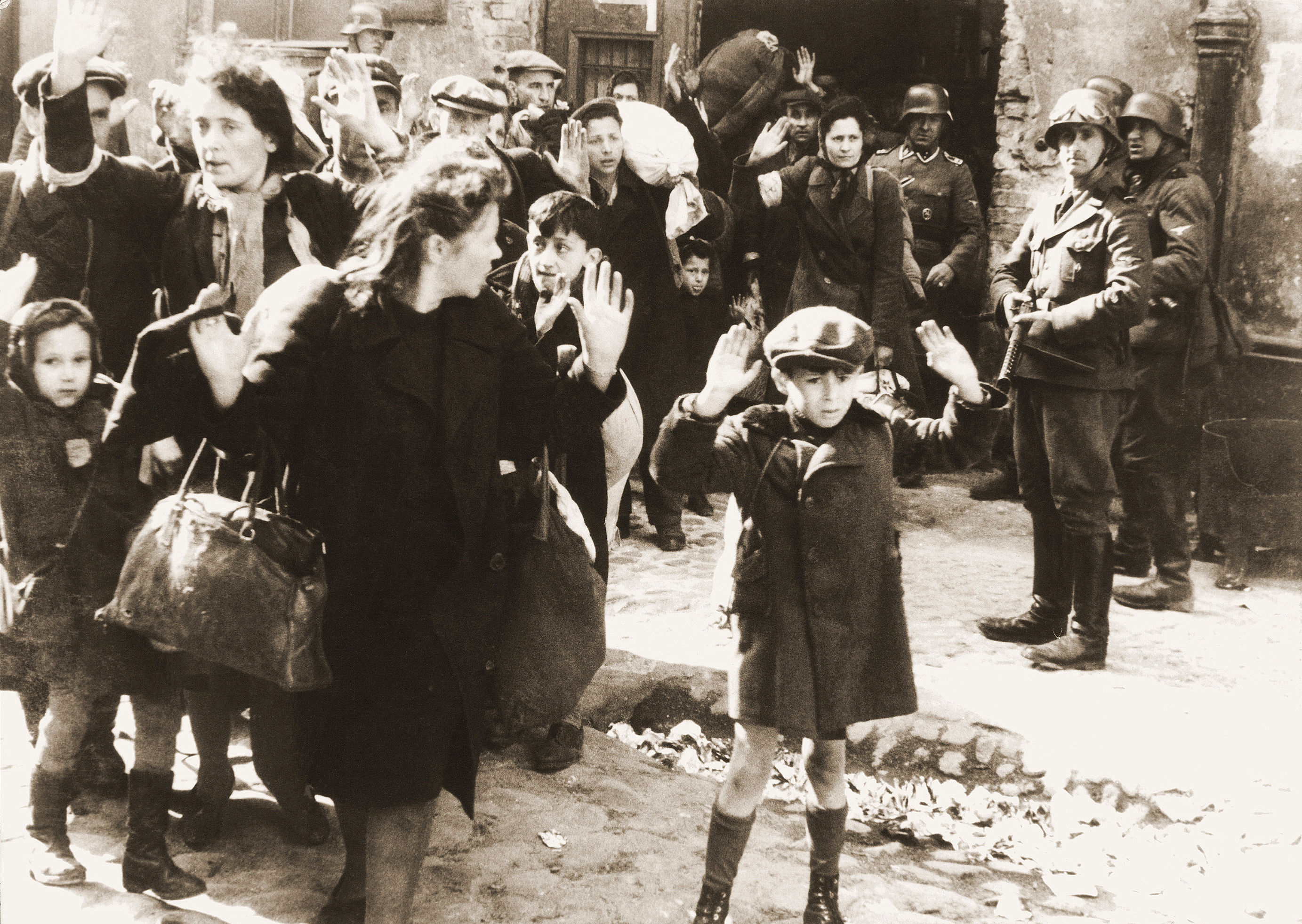
النساء اليهوديات في الهولوكوست

يشير مفهوم النساء اليهوديات في الهولوكوست إلى النساء اليهوديات اللاتي تعرضن للسجن في أوروبا في معسكرات الاعتقال النازية أو لجأن للاختباء هربًا من النازيين خلال الهولوكوست (المحرقة اليهودية) بين عامي 1933 و1945). من بين ما يقدر بنحو ستة ملايين يهودي قتلوا خلال المحرقة، كان 2 مليون منهم نساءً. تعرضت النساء اليهوديات للتحرش الجنسي، والاغتصاب، والضرب، والصراخ في وجههن، وكن ضحايا للتجارب النازية على البشر والقتل الوحشي. لعبت النساء اليهوديات أيصَا دورًا في مقاومة الاضطهاد النازي، وهو ما اتضح من خلال دورهن في الأحزاب، حيث استمررن في مواجهة مشاكل تخصهن لكونهن نساءً.

## الاعتداء الجنسي
ضاعف كون الأنثى يهودية من مكامن الخطر التي تتعرض لها. تعرضت القدرات الإنجابية للنساء للتهديد نتيجة ظروف الإبادة الجماعية التي مررن بها. على سبيل المثال، أشارت عدة نساء من اللاتي مررن بالمحرقة إلى أنهن اختبرن انقطاعًا للطمث قلل في نهاية المطاف من فرصهن في إنجاب أطفال. إحدى الأذيات التي تزامنت مع مكامن الخطر للنساء اليهوديات خلال المحرقة هي إمكانية التعرض للاغتصاب. في بعض الأحيان تعرضت النساء للاغتصاب قبل قتلهن مباشرة. أفيد بأن أحد ضباط قوات الأمن الخاصة «كان يعتاد الوقوف عند المدخل.. ويتحسس الأجزاء الخاصة من الشابات اللاتي يدخلن غرفة الغاز. كما كان هناك رجال من مختلف رتب قوات الأمن الخاصة يدفعون بأصابعهم في الأعضاء الجنسية للشابات الحسناوات».
على الرغم من القوانين العنصرية والعسكرية الصارمة التي تقيد التفاعل بين اليهود وغير اليهود، إلا أن جنودًا من قوات الأمن الخاصة ووحدات الشرطة ارتكبوا جريمة الاغتصاب بحق نساء يهوديات مرارًا. في الواقع، كان الأمر شائعًا جدًا لدرجة أن ما بين «50 إلى 80% من قوات الأمن الخاصة ووحدات الشرطة الذين قاموا بعملياتهم العسكرية في أوروبا الشرقية مذنبون بالاعتداء الجنسي تجاه نساء يهوديات». لم يرتكب أولئك الجنود والضباط فعلتهم تلك لإرضاء متعتم الجنسية فحسب، بل أيضًا من أجل ممارسة هيمنتهم على الشعب اليهودي وتجريدهم من إنسانيتهم. كان ينظر إلى الشعب اليهودي خلال الهولوكوست على أنهم غير قادرين على الإحساس بالمشاعر الإنسانية، لذا كانت النساء في العديد من الحالات يتعرضن للاغتصاب ومن ثم يقتلن على مرأى أزواجهن وعائلاتهن. كان جنود قوات الأمن الخاصة ووحدات الشرطة يقتلون النساء على الفور بعد اغتصابهن، لأن احتمالية إنجاب طفل من نسل يهودي يعتبر أمرًا خطيرًا. في أوائل القرن العشرين، إذا كان فرد ألماني على علاقة جنسية بفرد يهودي، كان ذلك يعتبر «عارًا عرقيًا» ويعاقب عليه إما بالسجن أو بالإعدام. كان الاغتصاب في بعض الأوقات طقسًا تمارسه وحدات قوات الأمن الخاصة الذين كانوا يقيمون حفلات سكر يتنقل فيها الجنود بين امرأة وأخرى يتبادلون الأدوار على اغتصابهم جميعًا بينما كانت النساء ملقيات على الأرض ينزفن. نظرًا لكون الضباط والجنود بمعظمهم رجالًا، يسود الاعتقاد أن الرجال اليهود خلال الهولوكوست لم يواجهوا نفس خطر التعرض للاغتصاب كالذي تعرضت له النساء، ولكن تجدر الإشارة إلى أن الاعتداء الجنسي على الرجال والصبيان لم يكن أمرًا غير مألوف.
كانت الولادة أيضًا مثار ضرر على حياة النساء اللواتي كنّ في معسكرات الاعتقال، وهو ما تسبب لهن بضرر نفسي وجسدي. بمجرد انتهاء المخاض وولادة الطفل، كانت المرأة عرضة للقتل مع طفلها. تصف إحدى المذكرات بعض الأعمال السادية التي تعرضت لها النساء الحوامل: «كان رجال ونساء قوات الأمن الخاصة يتسلون بضرب النساء الحوامل بالسيط والهراوات، وتمزيقهن من قبل الكلاب، ويجرّن من شعرهن ويركلن في بطونهن بالأحذية بالجزمات العسكرية الثقيلة. ومن بعدها تنهار النساء ويرمين في المحرقة – أحياء».

## الجنس والهوية

### خطر محدق مضاعف
ذكرت العديد من النساء اليهوديات اللاتي كتبن مذكراتهن الخاصة التي تتناول المحرقة أن حياتهن اليومية كانت عرضة لخطر مزدوج كسجينات. شملت مكامن الخطر تلك اختلافاتهن البيولوجية مقارنة بالرجال، وأنماط التنشئة الاجتماعية الخاصة بنوع الجنس، والالتزام بالقدرة على تقديم الرعاية. وبذلك، لم تكن معاداة السامية هي المشكلة الوحيدة. في رواية سردتها امرأة يهودية ناجية من المحرقة، وصفت الخطر المزدوج قائلة: «كان لدي عدوّان: النازيون والرجال». تذكر رواية أخرى أنه إلى جانب النازيين، تصرف الرجال «كالحيوانات» أيضًا. ذكرت أنه في إحدى الأيام، قرر ضباط قوات الأمن السماح للرجال بالذهاب إلى جانب النساء. في تلك المرحلة، كل ما أرادوا القيام به هو ممارسة الجنس. في العموم، كانت المعاناة التي مرت بها النساء خلال الهولوكوست أكثر وحشية تجاه جنسهن من هويتهن كيهوديات. «تظهر قصصهن مخاوف مشتركة عن تجارب الضعف الجنسي للنساء، وليس فقط عن خطر الموت المحدق بهن كيهوديات».

### النساء اليهوديات والأمومة
أشير إلى أن أوجه التفاوت بين أشكال الأب والأم كان عائدًا إلى الأدوار الجنسانية التي قام بها كل من الرجال والنساء اليهود الذين تعرضوا للسجن خلال الهولوكوست. غالبًا ما كانت النساء تصفن قصصهن في المحرقة بطريقة أمومية. كانت النساء تشرن إلى أنفسهن بوصفهن أمهات بديلات. استخدمت النساء قدراتهن على الرعاية والقيام بالأعمال المنزلية في وصف تجاربهن في المخيمات. بالنسبة لهن، كانت المرأة في الهولوكوست تملأ مكان كل أنواع النساء، كانت كل امرأة أختًا وأمًا وبنتًا. مثلت الأمومة جنسهن كنساء، لذلك كن قلقات دائمًا ويبحثن عن أطفالهن. قالت إحدى الناجيات، «كنا خائفات جدًا على أطفالنا، لم نكن نسمح لأطفالنا بالذهاب بعيدًا عن مرآنا حين كانوا يذهبون للعب أو ما شابه».

### النساء اليهوديات في الجمعيات الحزبية
واجهت النساء اليهوديات تحديات واضحة ولعبن دورًا فريدًا من خلال مشاركتهن في الحركة الثورية اليهودية، وهي حركة مقاومة لألمانيا النازية في مختلف أنحاء أوروبا التي احتلتها النازية في الحرب العالمية الثانية. هربت تلك النساء اليهوديات من الأحياء اليهودية في المناطق المحتلة للانضمام إلى المحاربين في الغابة هربًا من الاضطهاد النازي ولتعزيز فرص بقائهن. نجحت العديد من النساء في مساعيهن للانضمام إلى الوحدات المحاربة، وتحديدًا في كتيبة بيلسكي. تشير السجلات أن كتيبة بيلسكي ضمت أعلى نسبة من المحاربات الإناث، إذ بلغ عدد النساء 364 من أصل 1018 محاربًا. إلا أنه يتضح من خلال الأرقام غلبة الذكور على الوحدات، إذ كانت العديد من المرتبات العسكرية مخصصة للرجال. نظرًا لذلك، لوحظ أنه عندما فرت النساء من الاضطهاد النازي للوصول إلى تلك الوحدات، كن يفعلن ذلك «بحثًا عن الخلاص، وليس لأنهن أردن قتال العدو».
عكس التماسك الاجتماعي لتلك الوحدات الحزبية في بعض الظروف مواقف مجتمعية أكبر، بما فيها القوالب النمطية والتوقعات المرتبطة بالنوع الاجتماعي، وتأثرت الأدوار الملقاة على عاتق الإناث بتلك العوامل. وبالتالي، أقصيت النساء اللواتي انضممن إلى صفوف المحاربين من القتال في المعارك ومن المناصب القيادية. كما واجهن أوجه ضعف خاصة مرتبطة بالجنس. كشفت الدراسات أن العديد من النساء قبل دخولهن الغابة كنّ على دراية أنهن سيواجهن مجموعة من التحديات المتعلقة بجنسهن، وأن «إمكانية التعرض للاغتصاب والقتل مسألة واقعية». بعد قبول النساء في صفوف المحاربين، كثيرًا ما كنّ يضطررن إلى الدخول في علاقات مع الرجال ضمن تلك الوحدات، إما طوعًا أو كراهية وذلك لجوءًا منهن إلى الحماية التي يمكن للرجل تقديمها. تجدر الإشارة إلى أن النساء في العديد من الأحيان لم يتعرضن للتمييز، وكنّ يعتبرن بمثابة أشخاص قيمين بالنسبة للوحدات المحاربة. في كتيبة بيلسكي بالذات، كان للنساء دور بالغ الأهمية في إدارة المعسكر، من خلال قدرتهن على توفير الطعام للأفراد، وتقديم المساعدة للجرحى أو المرضى من خلال عملهن كممرضات أو أعضاء في الطاقم الطبي.